# Estación Pablo Acosta
Pablo Acosta es una estación ferroviaria, ubicada en el Partido de Azul, en la Provincia de Buenos Aires, hacia las estaciones de Chillar y Arroyo de los Huesos.

## Servicios
Pertenecía al ramal Azul-Arroyo de los Huesos-Chillar del Fc Roca clausurado en 1961 por el Gobierno del Dr Frondizi e inmediatamente levantadas las vías y demolido el edificio. Sobre la desaparición de la estación, a la que le siguió la desaparición del pueblo, se tejieron numerosas historias: "Algunos dijeron que a la estación se la tragó el mismo infierno; otros mencionaron el último malón de una indiada fantasmal y vengadora; unos cuantos insistieron en el alma de un gaucho desertor ultimado por los rifles de los militares que custodiaban el progreso; algunos más recordaron que la luz mala se aparecía en esos campos circundantes más que en cualquier otra parte".